# Saccharum ravennae
Saccharum ravennae là một loài thực vật có hoa trong họ Hòa thảo. Loài này được (L.) L. miêu tả khoa học đầu tiên năm 1774.

## Hình ảnh

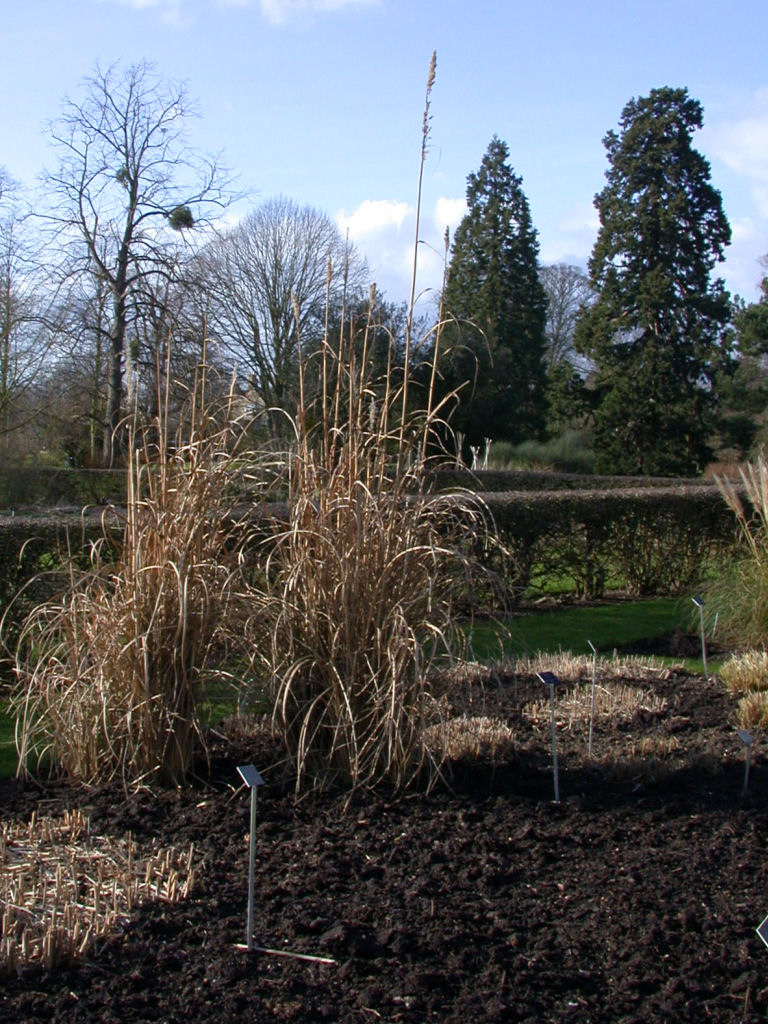